# اصالت روان‌شناسی

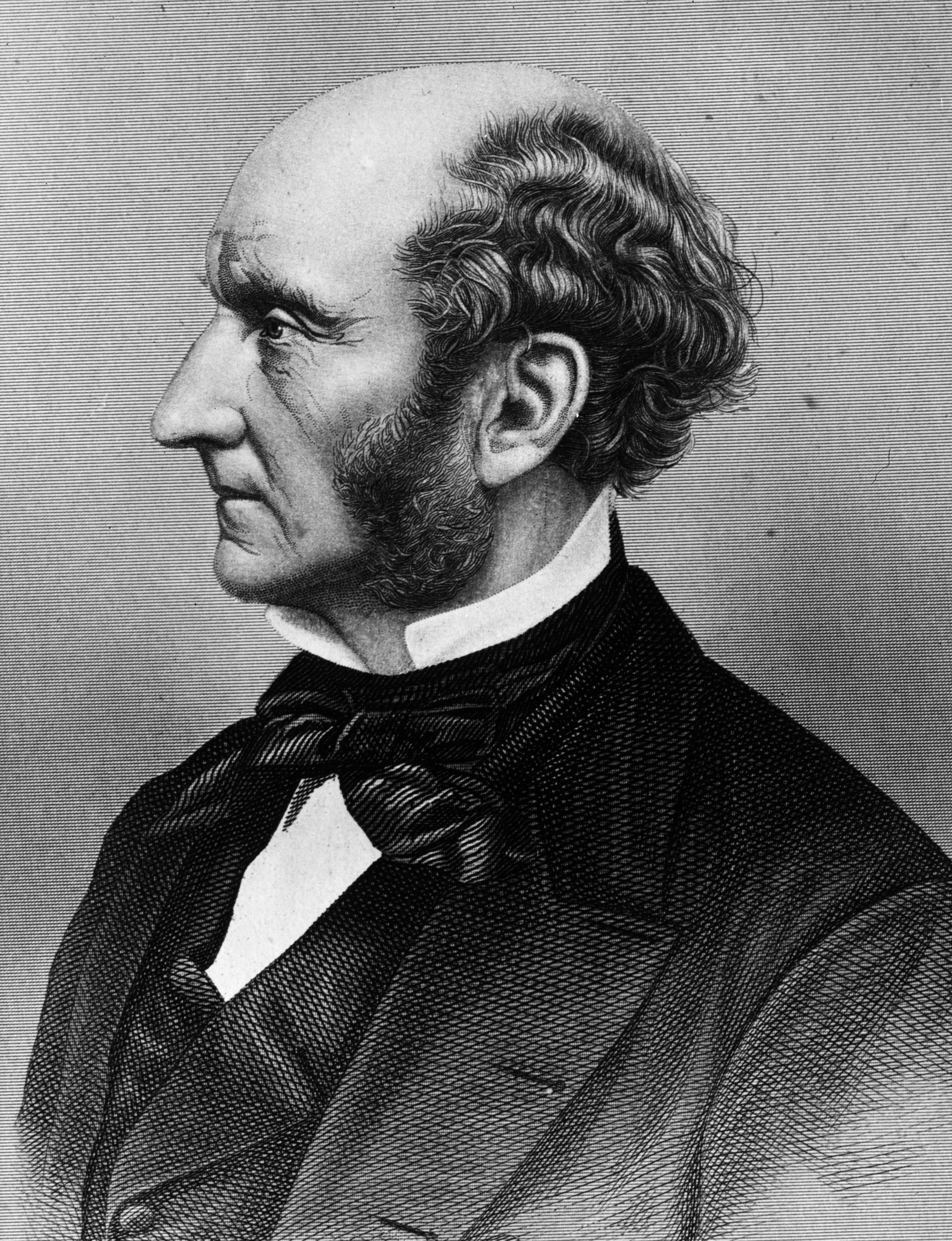
جان استوارت میل

اصالت روانشناسی (انگلیسی: Psychologism)، بازگرداندن و تأویل مسائل فلسفی و منطق به روانشناسی است.

## تأویل مسائل فلسفی
اصالت روانشناسی (اصالت نفسانیات)، (روانشناسی‌گری)، نظر کسانی است که مسائل فلسفی را به مسائل نفسانی تأویل می‌کنند، به نحوی که روانشناسی اساس فلسفه قرار می‌گیرد. اصالت نفسانیات در مقابل اصالت منطق (منطق‌گرایی) (Logicisme) و اصالت اجتماعیات (sociologisme) قرار دارد.
پس اگر اصالت نفسانیات دالّ بر چیزی باشد که در مقابل اصالت منطق قرار دارد، به معنی بازگرداندن و تأویل منطق به روانشناسی است، زیرا قضایا و قیاسات منطقی، در این صورت، چیزی جز اعمال فکری یا پدیدارهای نفسانی نیست. اما اگر اصالت نفسانیات دالّ بر چیزی باشد که در مقابل اصالت اجتماعیات قرار دارد، به معنی تأویل پدیدارهای اجتماعی به قوانین روانشناسی فردی است، به طوری که گابریل تارد، قوانین و پدیدارهای اجتماعی را به قوانین تقلید بازگردانده است.

## ذهن
بنابر این مکتب، قوانین منطق و ریاضیات چیزی جز گزارش‌های تعمیم‌ یافته از الگوهای تفکر حاکم بر ذهن بشری نیست در نتیجه محتوای عبارت‌های منطقی، ایده‌هایی صرفاً ذهنی و آفریدهٔ ذهن بشر است و اگر ساختار ذهنِ ما به شیوه‌های متفاوت با آنچه بالفعل است می‌بود، آن‌گاه قوانین منطقی چیزی متفاوت با آنچه در حالِ حاضر هستند می‌بودند.